# Von Guerard Glacier
Von Guerard Glacier är en glaciär i Antarktis. Den ligger i Östantarktis. Nya Zeeland gör anspråk på området. Von Guerard Glacier ligger 609 meter över havet.
Terrängen runt Von Guerard Glacier är kuperad västerut, men österut är den bergig. Von Guerard Glacier ligger uppe på en höjd. Trakten är obefolkad. Det finns inga samhällen i närheten. 